# 32. вечити дерби у фудбалу
32. вечити дерби у фудбалу је фудбалска утакмица одиграна у Београду 28. априла 1963. године, између Црвене звезде и Партизана. Утакмица се завршила резултатом 2 : 1 (1 : 0) за Црвену Звезду.